# Onthophagus kontumicus
Onthophagus kontumicus är en skalbaggsart som beskrevs av Kabakov 1983. Onthophagus kontumicus ingår i släktet Onthophagus och familjen bladhorningar. Inga underarter finns listade i Catalogue of Life.